# Antilegomena

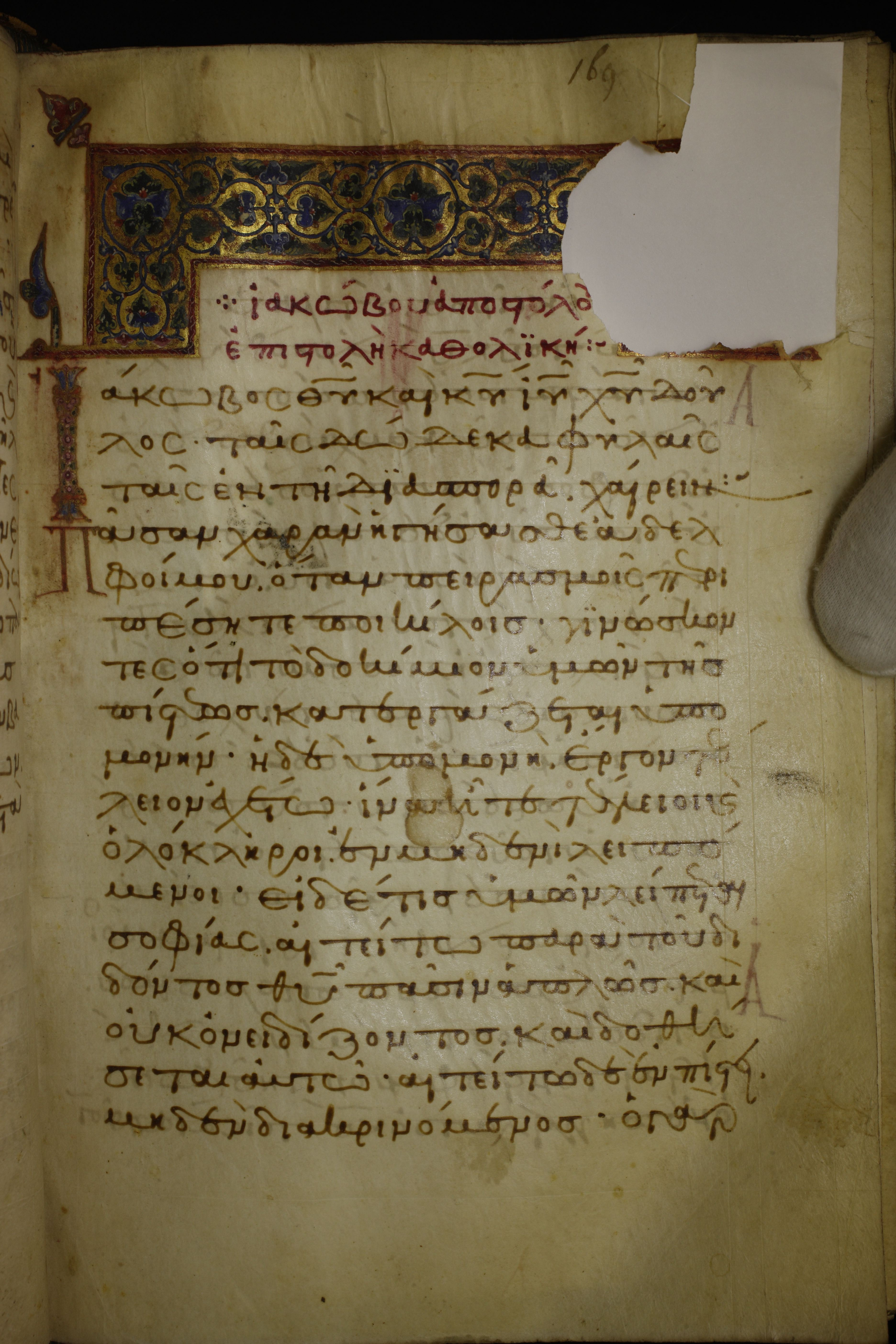
Trecho da Epístola de Tiago no Minúsculo 319.

Antilegomena (αντιλεγομένα), são os escritos cristãos que são "disputados" ou, literalmente, as obras em que há alguém que "falou contra". Este grupo é distinto dos notha ("espúrios ou "rejeitados") e se opõe aos "Homologoumena" ("escritos aceitos", como os Evangelhos canônicos).
Os antilegomena ou escritos sob disputa foram amplamente lidos no Cristianismo primitivo e incluem obras muito conhecidas como a Epístola de Tiago, a Epístola de Judas, Segunda Epístola de Pedro, a Segunda e Terceira Epístola de João, o Apocalipse, o Evangelho dos Hebreus, os Atos de Paulo, o Pastor de Hermas, o Apocalipse de Pedro, a Epístola de Barnabé e o Didaquê.

## Terminologia
Em muitas línguas e tradições, o termo homologoumena é considerado uma alternativa viável aos termos dogmáticos protocanônico e deuterocanônico, com a única exceção sendo os livros que não estão hoje presentes em nenhum dos cânones cristãos da Bíblia. Assim, em várias tradições pelo mundo, os livros deuterocanônicos do Antigo Testamento também são conhecidos como "Antilegomena do Antigo Testamento", por exemplo.

## Eusébio de Cesareia
O primeiro grande historiador eclesiástico, Eusébio de Cesareia, em sua História Eclesiástica (iii 25.3-5), aplicou o termo antilegomena às obras sob disputa da igreja antiga.
| “ | Entre os escritos em disputa [των αντιλεγομένων] que são, apesar disso, reconhecidos por muitos, ainda existem as assim chamadas epístolas de Tiago e de Judas, também a segunda epístola de Pedro, e as que são chamadas de segunda e terceira epístolas de João, se pertencem ao evangelista ou a outra pessoa de mesmo nome. Entre os escritos rejeitados estão os Atos de Paulo, o chamado Pastor, o apocalipse de Pedro e além disso a ainda sobrevivente epístola de Barnabé, além do chamado "Ensinamentos dos Apóstolos" [Didaquê]; e além disso, como eu disse, o Apocalipse de João, se parece apropriado, que alguns, como eu disse, rejeitam, mas que outros colocam entre os livros aceitos. E entre estes alguns também colocaram o Evangelho dos Hebreus, com o qual os Hebreus que aceitaram Cristo são especialmente deslumbrados. E todos estes estão entre os livros disputados [των αντιλεγομένων] | ” |
|   | — História Eclesiástica (iii 25.3-5), Eusébio de Cesareia. |   |

A Epístola aos Hebreus está também listada em um capítulo anterior (iii 3.3):
| “ | Não é de fato direito passar por cima do fato de que alguns rejeitam a epístola aos Hebreus, dizendo que ela é disputada [των αντιλεγομένων] pela igreja de Roma, sob a alegação de que ela não teria sido escrita por Paulo. | ” |
|   | — História Eclesiástica (iii 3.3), Eusébio de Cesareia. |   |

O Codex Sinaiticus, um manuscrito do século IV d.C. e possivelmente uma das Cinquenta Bíblias de Constantino, inclui o Pastor de Hermas e a Epístola de Barnabé. A Peshitta original (cuja porção do Novo Testamento é do século V d.C.) exclui II e III João, II Pedro, Judas e o Apocalipse, ainda que algumas edições modernas (como a Peshitta de Lee de 1823) já os inclua.

## Reforma
Durante a Reforma Protestante, Martinho Lutero levantou o assunto dos antilegomena entre os Padres da Igreja. Como ele questionou Hebreus, Tiago, Judas e Apocalipse, este livros são por vezes conhecidos como "Antilegomenas de Lutero".
F. C. Baur utilizou o termo em sua classificação das Epístolas paulinas, classificando Romanos, I e II Coríntios e Gálatas como homologoumena; Efésios, Filipenses, Colossenses, I e II Tessalonicenses e Filemon como antilegomena; e as Epístolas Pastorais como "notha" (escritos espúrios).
No uso corrente luterano, antilegomena descreve os livros do Novo Testamento que tem uma posição dúbia no cânon. Atualmente são as epístolas de Tiago e Judas, II Pedro, II e III João, o Apocalipse de João e a Epístola aos Hebreus.

## Bíblia Hebraica
O termo também se aplica a alguns livros da Bíblia hebraica. Há registros na Mishná de controvérsias em alguns círculos judeus durante o século II d.C. sobre o status de livros como o Cântico dos Cânticos, Eclesiastes e Ester. Algumas dúvidas foram proferidas sobre Provérbios durante este período também. A Gemara nota que o livro de Ezequiel também foi questionado em relação à sua autoridade até que as objeções foram resolvidas em 66 d.C.. Além disso, durante o século I a.C., os discípulos de Shammai contestaram a canonicidade de Eclesiastes por conta de seu pessimismo, enquanto que a escola de Hillel a defendeu, tão vigorosamente quanto. No concílio de Jamnia (ca. 90 d.C.) houve ainda mais disputas.